# Coreglia Ligure
Coreglia Ligure (ligurisch Coëgia) ist eine kleine italienische Gemeinde in der Metropolitanstadt Genua mit 255 Einwohnern (Stand 31. Dezember 2023).

## Geographie
Die Gemeinde liegt am Fuße des Monte Pegge (774 Meter) im Tal Fontanabuona. Die Entfernung zu der ligurischen Hauptstadt Genua beträgt ungefähr 51 Kilometer.
Zusammen mit 16 weiteren Kommunen bildete Coreglia Ligure die Berggemeinde Fontanabuona.
Nach der italienischen Klassifizierung bezüglich seismischer Aktivität wurde Coreglia Ligure der Zone 4 zugeordnet. Das bedeutet, dass sich die Gemeinde in einer seismisch inerten Zone befindet.

## Partnerschaft
Der Ort hat seit 2005 eine Gemeindepartnerschaft mit seinem Namensvetter Coreglia Antelminelli in der Toskana.

## Weblinks

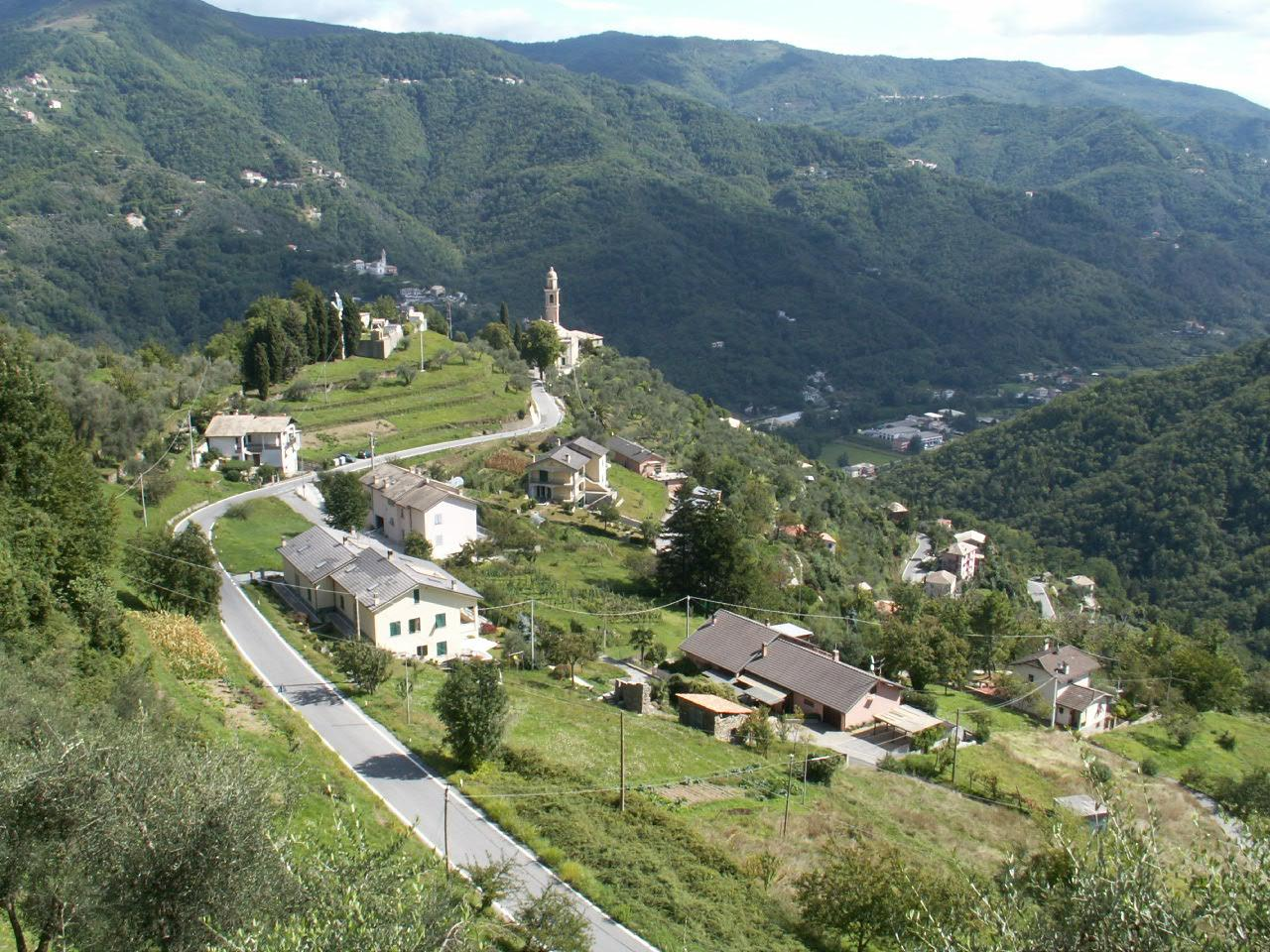
Blick auf Coreglia Ligure